# دبلیودبلیوئی ایوالو
دبلیودبلیوئی ایوالو (به انگلیسی: WWE Evolve)، یک برنامه تلویزیونی کشتی حرفه‌ای است که توسط پروموشن آمریکایی دبلیودبلیوئی تولید می‌شود. این برنامه شامل کشتی‌گیران برند ایوالو این شرکت است. قسمت‌های جدید این شو هر چهارشنبه ساعت ۸ شب به وقت شرق آمریکا از طریق پلتفرم توبی در ایالات متحده و یوتیوب به صورت بین‌المللی پخش می‌شوند. برخلاف بیش‌تر شوهای دبلیودبلیوئی که به صورت زنده پخش می‌شوند، قسمت‌های ایوالو از پیش ضبط شده هستند.
این شو به عنوان جانشین معنوی پروموشن کشتی حرفه‌ای ایوالو عمل می‌کند که از سال ۲۰۱۰ تا ۲۰۲۰ فعالیت می‌کرد و شوی کنونی نیز توسط گیب ساپولسکیکه مالک این پروموشن بود، سرپرستی می‌شود. ایوالو به عنوان یک برند آموزشی عمل می‌کند و کشتی‌گیران جدید از مرکز تمرینات دبلیودبلیوئی و سیستم توسعه کشتی‌گیران مستقل این شرکت (WWE ID) در آن بیش‌تر فعالیت می‌کنند که عملکرد بهتر آنها سبب می‌شوند به برند ان‌اکس‌تی که برند اصلی آموزشی این شرکت است، منتقل شوند تا از آنجا بتوانند وارد برندهای اصلی شوند.

## تاریخچه
در سال ۲۰۰۹، نویسنده سابق رینگ آو آنر، گیب ساپولسکی[[en]] ، از ایجاد یک پروموشن کشتی حرفه‌ای به نام ایوالو[[en]] (به انگلیسی: EVOLVE) خبر داد و تولید برنامه‌ها رسما از ژانویه ۲۰۱۰ آغاز شد. در طول سال‌ها، ایوالو همکاری‌هایی با پروموشن‌های مختلف داشت که یکی از این پروموشن‌ها، دبلیودبلیوئی بود و بسیاری از کشتی‌گیران برجسته این شرکت نظیر کودی رودز، جانی گارگانو و درو مکینتایر در این پروموشن حضور داشته‌اند. در سال ۲۰۱۹، ایوالو اولین پخش زنده خود را در شبکه دبلیودبلیوئی پخش کرد و سپس به دلیل مشکلات ناشی از دنیاگیری کووید-۱۹، این پروموشن در ۲ ژوئیه ۲۰۲۰ توسط دبلیودبلیوئی خریداری شد.
قرارداد ساپولسکی فسخ شد اما در سال ۲۰۲۲ مجددا توسط دبلیودبلیوئی استخدام شد و شایعاتی مبنی بر اینکه دبلیودبلیوئی قصد دارد ایوالو را با رهبری ساپولسکی احیا کند، وجود داشت. در ۳۰ ژانویه ۲۰۲۵، دبلیودبلیوئی نام «ایوالو» را در زمینه خدمات سرگرمی ثبت تجاری کرد. سپس رسما اعلام شد که ایوالو به عنوان یک برند دبلیودبلیوئی احیا خواهد شد و اولین ضبط‌های آن در ۷ فوریه در مرکز تمرینات دبلیودبلیوئی در اورلاندو، فلوریدا برگزار شد. در طول رویداد رویال رامبل در ۱ فوریه ۲۰۲۵، دبلیودبلیوئی اعلام کرد که شوی جدیدی با نام دبلیودبلیوئی ایوالو از ۵ مارس از طریق توبی در ایالات متحده پخش خواهد شد و بعدا مشخص شد که این شو به صورت بین‌المللی از طریق یوتیوب پخش می شود. این برنامه همزمان با شوی اصلی پروموشن رقیب ای‌ئی‌دبلیو، داینامایت، پخش می‌شود که چهارشنبه شب‌ها ساعت ۸ به وقت شرق آمریکا از تی‌بی‌اس و مکس پخش می‌شود.
در یک بیانیه مطبوعاتی در ۳ فوریه ۲۰۲۵، دبلیودبلیوئی اعلام کرد که این شو به طور برجسته شامل کشتی‌گیران نوظهور از مرکز تمرینات دبلیودبلیوئی و سیستم توسعه کشتی‌گیران مستقل (WWE ID) خواهد بود. هدف این است کشتی‌گیران ایوالو به برند اصلی توسعه این شرکت یعنی ان‌اکس‌تی و در نهایت به برندهای اصلی راو یا اسمک‌داون راه یابند.